# Dactylospora stygia
Dactylospora stygia är en lavart som först beskrevs av Berk. & M.A. Curtis, och fick sitt nu gällande namn av Hafellner 1979. Dactylospora stygia ingår i släktet Dactylospora och familjen Dactylosporaceae.   Inga underarter finns listade i Catalogue of Life.